# Oalgomo (Ort)
Oalgomo ist ein osttimoresischer Ort im Suco Ai-Assa (Verwaltungsamt Bobonaro, Gemeinde Bobonaro). Er liegt im Südosten der Aldeia Oalgomo, auf einer Meereshöhe von 442 m. Südlich fließt der Laco, ein Nebenfluss des Loumea. Über einen Furt gelangt man in den Nachbar-Suco Sibuni. Entlang des Bergkamms, der nordwestlich des Berges ansteigt, führt eine Straße zum Ort Bobonaro. An ihr liegt auf dem Höhenkamm der Friedhof der Aldeia.
Im Dorf Oalgomo befindet sich eine Grundschule.